# Pera Orinis
Pera Orinis o Pera Oreinis o Pera ("Orinis" designa el nombre de la zona para distinguirlo de pueblos con el mismo nombre en otras regiones), (en griego: Πέρα Ορεινής o Πέρα) es un pueblo en la zona conocida como Tamassos, que es a su vez parte del Distrito de Nicosia en Chipre.
Pera está situado cerca de la presa de Tamassos Archivado el 11 de abril de 2015 en Wayback Machine. (construida en 2002 ); a pie a una distancia de una hora en paralelo a la orilla del río Pedieos.